# Retirada fingida
A retirada fingida ou falso recuo é uma tática militar, um tipo de finta, pela qual uma força militar finge se retirar ou ter sido derrotada , a fim de atrair um inimigo para uma posição de vulnerabilidade.
Uma retirada fingida é uma das táticas mais difíceis para uma força militar e requer soldados bem disciplinados. Isso porque, se o inimigo pressionar o corpo em retirada, as tropas indisciplinadas provavelmente perderão a coerência e a derrota se tornará genuína. 